# فرد إم. وينر
فرد إم. وينر (بالإنجليزية: Fred M. Winner)‏ هو محامي وقاضي أمريكي، ولد في 8 أبريل 1912 في دنفر في الولايات المتحدة، وتوفي في 22 يناير 2003 في غراند جنكشن في الولايات المتحدة.